# Grignardreaktion

Etylmagnesiumbromid, ett exempel på Grignardreagens.

Grignardreaktionen är en mycket viktig form av reaktion inom den organiska kemin. I grignardreaktioner reagerar så kallade grignardreagens, vilka är kraftfulla nukleofiler, med elektrofiler (många gånger karbonylföreningar). Grignardreagens är organiska magnesiumföreningar – alkylmagnesiumhalider eller arylmagnesiumhalider (R-Mg-X eller Ar-Mg-X, där X = (F), Cl, Br, I). Grignardreaktionens stora betydelse ligger i skapandet av nya kol-kol-bindningar, även om andra typer av bindningar kan skapas. Grignardreagens är starka baser; pKa är 50 – 60.

## Historik
Grignardreaktionen är uppkallad efter den franske kemisten Victor Grignard som 1900 upptäckte hur man kan framställa grignardreagens på ett säkert och reproducerbart sätt. Grignard var inte den förste som framställde organiska magnesiumföreningar. Hans handledare under doktorandtiden, Philippe Barbier, hade året innan publicerat en artikel i ämnet. Victor Grignard förstod dock betydelsen av att använda torkade etrar som lösningsmedel. Vidare framlade han teori om att magnesium-kol-bindningen ej ska uppfattas som en jonbindning. Till detta ska läggas den praktiska nyttan av dessa reagens reaktioner med aldehyder och ketoner. Dessa upptäckter blev så banbrytande inom organisk syntes att upptäckaren belönades med Nobelpriset i kemi år 1912, endast tolv år efter sin upptäckt.

## Mekanism
Den viktigaste typen av grignardreaktionen är den där ett grignardreagens adderas över en karbonylgrupp. Denna reaktion går över ett cykliskt 6-ringsövergångstillstånd.
Grignardreaktionen utförs i etrar som lösningsmedel, vanligen dietyleter eller THF. Etrarnas syre kan koordinera till magnesiumet och kan härigenom solvatisera detta. Grignardreagens är mycket vattenkänsliga och minsta spår av vatten förstör genast motsvarande mängd av reagenset. Även luftens syre kan förstöra reagenset (om än långsammare), så reaktioner brukar genomföras i torkad utrustning med ordentligt torkade lösningsmedel under inert atmosfär, till exempel kväve eller argon.

## Framställning av grignardreagens
Vid framställning av grignardreagens utgår man från motsvarande alkyl- eller arylhalid (reaktivitetsordning I→Br→Cl→F) som sätts till metalliskt magnesium, ofta spån eller pulver; metallen kan ibland behöva aktiveras med tillsatts av en liten mängd jod. Reaktionen som utförs i dietyleter eller THF är exoterm, men kan i många fall behöva startas genom värmning. Reagensen, som aldrig isoleras, används i de eterlösningar i vilka de framställdes. Vissa enklare grignardreagens finns kommersiellt tillgängliga. Generellt är grignardreagens en färskvara, som bör användas snarast efter framställning.

## Reaktioner
Reaktioner med karbonylföreningar. Detta är den viktigaste typen av grignardreaktion:
- Grignardreagens reagerar med formaldehyd under bildande av primära alkoholer.
- Grignardreagens reagerar med aldehyder under bildande av sekundära alkoholer.
- Grignardreagens reagerar med ketoner under bildande av tertiära alkoholer.
- Grignardreagens reagerar med estrar under bildande av tertiära alkoholer; härvid reagerar två ekvivalenter[särskiljning behövs] grignardreagens med en ekvivalent av estern.
- Grignardreagens reagerar med formamider under bildande av aldehyder.
- Grignardreagens reagerar med koldioxid under bildande av karboxylsyra.
- Grignardreagens reagerar icke-selektivt med α,β-omättade karbonylföreningar. För att styra reaktionen till michaeladdition tillsätts koppar(I)salter, och för att styra reaktionen mot addition över karbonylen kan cerium(III)klorid tillsättas.

Reaktioner med andra typer av föreningar.
- Grignardreagens reagerar med nitriler under bildande av ketoner.
- Grignardreagens reagerar med trietylortoformiat (HC(OC2H5)3) under bildande av aldehyder.
- Grignardreagens reagerar med acetaler och ketaler under bildande av etrar.
- Grignardreagens reagerar med epoxider under bildande av alkoholer i 2-position till där attacken skedde.
- Grignardreagens reagerar med iminer under bildande av aminer.
- Grignardreagens reagerar med elementärt svavel under bildande av tioler.
- Grignardreagens reagerar med vatten under bildande av alkoholer/fenoler.